# Cours (général)
Cours ou Curs (en grec : Κοῦρσος ou Κούρς) est un général byzantin du VIe siècle.

## Biographie
Les sources attribuent à Cours des origines « scythes », ce qui désigne plus probablement des origines hunniques (ou peut-être gothiques). Nous ne savons rien de sa jeunesse, hormis qu'il sert en Italie dans les années 550 sous le commandement de Narsès.

Carte de la frontière byzanto-persane, où Cours passe sa carrière militaire.

Il apparaît la première fois en 574, après le début d'une nouvelle guerre contre la Perse sassanide en 572, au moment où on lui confie le commandement, avec le général Théodorus, de l'armée byzantine en Arménie. Probablement plus tard cette même année, ou en 575, ils envahissent l'Albanie du Caucase, prenant des otages parmi les Albaniens, les Sabires et d'autres tribus pour s'assurer de leur loyauté,. Ils reprennent leurs opérations en Albanie la même année, mais l'empereur perse Khosro Ier (r. 531–579) profitent de leur absence d'Arménie pour la franchir sans encombre et envahir le territoire byzantin, atteignant Sebastea. Là, cependant, il est confronté aux armées convergentes de Cours et du magister militum per Orientem Justinien, c'est la bataille de Mélitène (576). Alors que Khosro, confronté à une armée plus importante que prévu, refuse d'engager le combat, Cours attaque de sa propre initiative, contourne l'armée persane et capture la plus grande partie de son ravitaillement,.
En 578, Cours sert aux côtés de Maurice, alors magister militum per Orientem et futur empereur, dans sa première et fructueuse campagne contre les Perses. En automne de la même année, Maurice l'envoie de l'autre côté du Tigre piller le territoire perse,. L'année suivante, Cours et Jean Mystacon conduisent ensemble les forces byzantines en Arménie, remportant une victoire et capturant le commandant perse lui-même, son fils, et un important butin. À la fin de l'année 582, cependant, alors qu'il est hypostrategos (commandant en second) de Jean, son inaction lors d'une bataille (prétendument à cause d'une jalousie envers Jean), obligeant les Byzantins à battre en retraite. Il disparait ensuite des sources, et peut avoir été congédié la même année,.